# Salvarani
Salvarani foi um equipa ciclista italiana, de ciclismo de estrada que competiu de 1963 a 1972.
Nasceu como sucessor da antiga equipa Ghigi. Ao longo dos dez anos de existência conseguiu ganhar três voltas no Giro d'Italia, e uma volta do Tour de France e a Volta a Espanha. Competiu também em ciclismo de pista e em ciclocross. Desapareceu no final de 1972, considerando-se a Bianchi-Campagnolo a sua continuadoar pela seguinte temporada. A equipa foi patrocinada pelo fabricante italiano de componentes de cozinhas Salvarani.
Nos seus elencos teve ciclistas como Vittorio Adorni, Felice Gimondi, Rudi Altig ou Walter Godefroot, entre outros muitos.

## Principais resultados
- Giro di Sardegna: Arnaldo Pambianco (1963), Vittorio Adorni (1964), Marino Basso (1972)
- Flecha Brabanzona: Arnaldo Pambianco (1964)
- Tour da Romandia: Vittorio Adorni (1965), Felice Gimondi (1969), Gianni Motta (1971)
- Paris-Roubaix: Felice Gimondi (1966)
- Giro de Lombardia: Felice Gimondi (1966)
- Volta à Flandres: Dino Zandegù (1967)
- Grande Prêmio das Nações: Felice Gimondi (1967, 1968)
- Milão-Sanremo: Rudi Altig (1968)
- Giro da Romagna: Felice Gimondi (1968), Dino Zandegù (1969), Pietro Guerra (1972)
- Tirreno-Adriático: Antoon Houbrechts (1970)
- Volta à Suíça: Roberto Poggiali (1970)
- Giro de Emilia: Gianni Motta (1971)
- Volta à Catalunha: Felice Gimondi (1972)

### Nas grandes voltas
- Giro d'Italia
  - 10 participações (1963, 1964, 1965, 1966, 1967, 1968, 1969, 1970, 1971, 1972)
  - 22 vitórias de etapa:
    - 2 em 1963: Franco Magnani, Arnaldo Pambianco
    - 3 em 1964: Vittorio Adorni (2), Vito Taccone
    - 3 em 1965: Vittorio Adorni (3)
    - 2 em 1966: Vittorio Adorni, Felice Gimondi
    - 2 em 1967: Dino Zandegù (2)
    - 2 em 1968: Felice Gimondi, Luciano Guadaña Boa
    - 2 em 1970: Walter Godefroot, Dino Zandegù
    - 4 em 1971: Ercole Gualazzini, Felice Gimondi (2), Pietro Guerra
    - 2 em 1972: Marino Basso, Italo Zilioli

  - 3 classificação finais:
    - Vittorio Enfeite (1965)
    - Felice Gimondi (1967, 1969)

  - 2 classificações secundárias:
    - Classificação por equipas: (1965)
    - Classificação por pontos: Dino Zandegù (1967)

- Tour de France
  - 6 participações (1964, 1965, 1969, 1970, 1971, 1972)
  - 10 vitórias de etapa:
    - 3 em 1965: Felice Gimondi (3)
    - 2 em 1969: Rudi Altig, Felice Gimondi
    - 3 em 1970: Walter Godefroot (2), Primo Morra
    - 1 em 1971: Pietro Guerra
    - 1 em 1972: Ercole Gualazzini

  - 1 classificação final:
    - Felice Gimondi (1965)

  - 3 classificações secundárias:
    - Prêmio da combatividade: Felice Gimondi (1965)
    - Classificação por pontos: Walter Godefroot (1970)
    - Classificação por equipas: (1970)

- Volta a Espanha
  - 2 participações (1964, 1968)
  - 6 vitórias de etapa:
    - 6 em 1968: Tommaso De Pra, Rudi Altig (2), Pietro Guerra, Wilfried Peffgen, Felice Gimondi

  - 1 classificação final:
    - Felice Gimondi (1968)